# Béchy
Béchy – miejscowość i gmina we Francji, w regionie Grand Est, w departamencie Mozela.
Według danych na rok 1990 gminę zamieszkiwały 474 osoby, a gęstość zaludnienia wynosiła 50 osób/km² (wśród 2335 gmin Lotaryngii Béchy plasuje się na 607. miejscu pod względem liczby ludności, natomiast pod względem powierzchni na miejscu 632.).